# Giro della Provincia di Grosseto
Der Giro della Provincia di Grosseto war ein dreitägiges Straßenradrennen im Rahmen der UCI Europe Tour in der italienischen Provinz Grosseto in der Toskana, welches im Jahr 2008 erstmals und im Jahr 2009 letztmals ausgetragen wurde.
Die erste Ausgabe des Rennens gewann der Italiener Filippo Pozzato für das Team Liquigas, 2009 siegte mit Daniele Pietropolli vom Team L.P.R. ebenfalls ein Italiener. Danach fanden keine weiteren Rennen statt.

## 2008

### Etappen
| Etappe    | Tag         | Start – Ziel                | km    | Etappensieger                                           | Team            |
| --------- | ----------- | --------------------------- | ----- | ------------------------------------------------------- | --------------- |
| 1. Etappe | 15. Februar | Massa Marittima – Follonica | 168,0 | Filippo Pozzato                                         | Liquigas        |
| 2. Etappe | 16. Februar | Santa Fiora – Campagnatico  | 167,0 | Die Etappe wurde aufgrund eines Fahrerstreiks abgesagt. |                 |
| 3. Etappe | 17. Februar | Grosseto – Grosseto         | 184,0 | Danilo Napolitano                                       | Lampre-Fondital |

### Gesamtwertung
| Rang | Fahrer             | Team            | Zeit       |
| ---- | ------------------ | --------------- | ---------- |
| 1    | Filippo Pozzato    | Liquigas        | 13:06:38 h |
| 2    | Grega Bole         | Adria Mobil     | +0:09 min  |
| 3    | Mauro Santambrogio | Lampre-Fondital | +0:11 min  |

## 2009

### Etappen
| Etappe    | Tag         | Start – Ziel                                | km    | Etappensieger       | Team               |
| --------- | ----------- | ------------------------------------------- | ----- | ------------------- | ------------------ |
| 1. Etappe | 13. Februar | Grosseto – Grosseto                         | 178,1 | Daniele Bennati     | Liquigas           |
| 2. Etappe | 14. Februar | Santa Fiora – Orbetello                     | 212,6 | Marco Frapporti     | CSF Group-Navigare |
| 3. Etappe | 15. Februar | Castiglione della Pescaia – Massa Marittima | 145,8 | Daniele Pietropolli | Team L.P.R.        |

### Gesamtwertung
| Rang | Fahrer              | Team           | Zeit       |
| ---- | ------------------- | -------------- | ---------- |
| 1    | Daniele Pietropolli | Team L.P.R.    | 14:13:54 h |
| 2    | Enrico Gasparotto   | Team Lampre    | +0:02 min  |
| 3    | Stefano Garzelli    | Acqua e Sapone | +0:02 min  |